# Uhrencup 2010
De 49e editie van de Uhren Cup begon op 20 juli 2010 en eindigde drie dagen later. Vier teams namen aan deze editie deel. Het toernooi begon met twee halve finales, waarna op de laatste speeldag een troostfinale en de finale op het programma stonden. Regerend kampioen FC Sjachtar Donetsk nam niet deel aan het toernooi. In de finale versloeg VfB Stuttgart BSC Young Boys.

## Deelnemers
- Deportivo La Coruña
- VfB Stuttgart
- FC Twente
- BSC Young Boys

## Wedstrijden

### Halve finales
|                    |                |                      |                     |                                                                          |
| 20 juli 2010 19:30 | BSC Young Boys | 1 – 0                | Deportivo La Coruña | Stadion Brühl, Grenchen Toeschouwers: 4.198 Scheidsrechter: Patrick Graf |
| 20 juli 2010 19:30 | Mayuka 41'     | (Verslag)[dode link] |                     | Stadion Brühl, Grenchen Toeschouwers: 4.198 Scheidsrechter: Patrick Graf |

|                    |                           |                      |           |                                                                         |
| 21 juli 2010 19:30 | VfB Stuttgart             | 2 – 1                | FC Twente | Stadion Brühl, Grenchen Toeschouwers: 3.621 Scheidsrechter: Alain Bieri |
| 21 juli 2010 19:30 | Harnik 56' Kuzmanović 66' | (Verslag)[dode link] | 44' Janko | Stadion Brühl, Grenchen Toeschouwers: 3.621 Scheidsrechter: Alain Bieri |

### Troostfinale
|                    | |                      |                                                                                |                                                        |
| 23 juli 2010 18:00 | Deportivo La Coruña                                                                                       | 1 – 1                | FC Twente                                                                      | Stadion Brühl, Grenchen Scheidsrechter: Nicolaj Haenni |
| 23 juli 2010 18:00 | Riki 2'                                                                                                   | (Verslag)[dode link] | 18' de Jong                                                                    | Stadion Brühl, Grenchen Scheidsrechter: Nicolaj Haenni |
| 23 juli 2010 18:00 | Strafschoppen                                                                                             |                      |                                                                                | Stadion Brühl, Grenchen Scheidsrechter: Nicolaj Haenni |
| 23 juli 2010 18:00 | Zé Castro Pablo Álvarez Núñez Aythami Artiles Lassad Nouioui Miguel Alfonso Herrero Saúl Fernández García | 4 – 5                | Luuk de Jong Vagif Javadov Andrej Rendla Emir Bajrami David Carney Cheik Tioté | Stadion Brühl, Grenchen Scheidsrechter: Nicolaj Haenni |

### Finale
|                    |                |                      |                        |                                                                              |
| 23 juli 2010 20:45 | BSC Young Boys | 1 – 2                | VfB Stuttgart          | Stadion Brühl, Grenchen Toeschouwers: 5.483 Scheidsrechter: Cyril Zimmermann |
| 23 juli 2010 20:45 | Spahiu 57'     | (Verslag)[dode link] | 63', 77' (pen.) Marica | Stadion Brühl, Grenchen Toeschouwers: 5.483 Scheidsrechter: Cyril Zimmermann |